# Northwest-Airlines-Flug 710
Auf dem Northwest-Airlines-Flug 710 verunglückte am 17. März 1960 eine Lockheed L-188 Electra der Northwest Airlines, nachdem die Maschine in der Luft auseinandergebrochen war. Bei dem Unfall kamen alle 63 Insassen der Maschine ums Leben. Im Zuge der Unfallermittlungen konnte auch die Ursache des Absturzes auf dem Braniff-International-Airways-Flug 542 einige Monate zuvor aufgeklärt werden.

## Flugzeug
Bei der verunglückten Maschine handelte es sich um eine Lockheed L-188 Electra mit der Werknummer 1057, die am 1. Juli 1959 ihren Erstflug absolvierte und am 19. Juli 1959 mit dem Luftfahrzeugkennzeichen N121US erstmals an die Northwest Airlines ausgeliefert wurde. Das viermotorige Schmalrumpfflugzeug war mit vier Turboproptriebwerken des Typs Allison 501-D13 ausgestattet. Die kumulierte Betriebszeit der Maschine zum Zeitpunkt des Unfalls belief sich auf 1786 Betriebsstunden.

## Flugverlauf
Flug 710 war um 12:51 Uhr Ortszeit am Minneapolis-Saint Paul International Airport gestartet. Der erste Flugabschnitt bis zur Zwischenlandung auf dem Chicago Midway Airport um 13:55 Uhr verlief bis auf ein hartes Aufsetzen der Maschine bei der Landung, über das sich einige Passagiere beklagten, ohne besondere Vorkommnisse.
Nach der Zwischenlandung wurde die Maschine betankt und für den Weiterflug vorbereitet. Den Weiterflug traten 57 Passagiere und 6 Besatzungsmitglieder an. Um 14:38 Uhr hob die Maschine wieder ab. Die Piloten waren vor dem Abflug durch einen Meteorologen der Fluggesellschaft hinsichtlich bestehender und erwarteter Wetterverhältnisse entlang der Flugroute unterrichtet worden. Es wurde keine Warnung vor einer Clear Air Turbulence ausgesprochen, einem Wetterphänomen, das zu einer Strukturüberlastung führen könnte.
Um 14:55 Uhr Ortszeit meldete sich die Besatzung auf dem letzten Flugabschnitt zum Miami International Airport bei der Flugsicherung in Indianapolis und gab ihre Flughöhe mit 18.000 Fuß (ca. 5500 Meter) an. Um 15:13 Uhr meldete sich die Besatzung nochmals bei der Flugsicherung, gab an, sich über Scotland, Indiana zu befinden und die geflogene Höhe von 18.000 Fuß beizubehalten.

## Unfallhergang
Wie Zeugen später berichteten, soll die Maschine gegen 15:25 Uhr in der Luft auseinandergebrochen sein. Dabei sei die rechte Tragfläche in einem Stück abgerissen und der Rest der Maschine anschließend bei Cannelton im Süden des Bundesstaats Indiana abgestürzt. Während der Ereignisse befanden sich sechs Maschinen der United States Air Force (USAF) im Rahmen eines Luftbetankungsmanövers in der Nähe, sie flogen in einer Höhe von 31.000 bis 32.000 Fuß (ca. 9450 bis 9750 Meter). Die Besatzungsmitglieder der Maschinen gaben in Befragungen zu Protokoll, dass sie um 15:32 Uhr erstmals eine Rauchsäule in der Luft erblickten. Zeugen am Boden berichteten, sie hätten zwei weiße Rauchstöße und kurz darauf eine große schwarze Rauchwolke gesehen. Sie hörten zwei laute Explosionen, woraufhin ein großes Objekt aus der Rauchwolke heraustrat und nahezu vertikal, eine Spur aus Rauch und Flammen hinter sich ziehend, zu Boden stürzte. Der Rumpf schlug auf dem Boden auf, wobei Wrackteile nahezu 250 Fuß (ca. 75 Meter) hoch in die Luft geschleudert wurden.

## Unfalluntersuchung

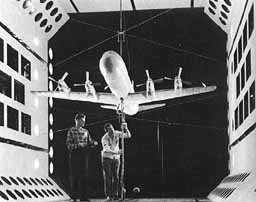
Test des Flugzeugmodells im Windkanal der NASA

Die Untersuchung wurde durch das Civil Aeronautics Board (CAB) geführt. Die Ermittler gingen zunächst drei möglichen Thesen nach – einer Explosion durch eine Bombe an Bord, einem Strukturversagen infolge von Turbulenzen sowie einem Strukturversagen infolge von Materialermüdung.
Aufgrund der Anzahl der umherliegenden Trümmer und ihrer Streuweite machte zunächst das Gerücht die Runde, es wären zwei Maschinen in der Luft zusammengestoßen, die Federal Aviation Administration und die Polizei gaben jedoch wenig später bekannt, dass alle gefundenen Wrackteile von einem Flugzeug, der Lockheed L-188 Electra der Northwest Airlines mit dem Luftfahrzeugkennzeichen N121US gehörten. Eine Tragfläche und zwei Triebwerke wurden etwa fünf Meilen (ca. 8 Kilometer) von der Stelle aufgefunden, an der der Rumpf der Maschine aufgeschlagen war. An dieser Stelle war die Maschine aus einer vertikalen Fluglage und mit hoher Geschwindigkeit aufgeschlagen. Dadurch entstand im Boden ein Krater, der 25 Fuß (ca. 7,6 Meter) tief und 40 Fuß (ca. 12 Meter) breit war. Noch Stunden nach dem Absturz stieg aus dem Krater eine blau-graue Rauchsäule auf.
Ermittler der NASA, von Boeing und Lockheed kamen schließlich zu dem Ergebnis, dass der Absturz durch einen Abriss der rechten Tragfläche im Flug verursacht worden war. Zu diesem Zeitpunkt habe sich die Maschine in einer Flughöhe von 18.000 Fuß (ca. 5500 Meter) befunden. Zu dem Materialversagen sei es infolge eines Flatterns gekommen, das durch eine Materialschwäche im Bereich eines Triebwerkspylons verursacht worden war. Das Phänomen bezeichneten die Ermittler als Wirbel-Modus. Ein halbes Jahr zuvor war eine baugleiche Maschine auf dem Braniff-International-Airways-Flug 542 aus demselben Grund abgestürzt. Wodurch die Materialschwäche verursacht wurde, konnte zunächst nicht ermittelt werden.
Die Untersuchungskommission wendete ihre Aufmerksamkeit später der durch Passagiere beschriebenen harten Zwischenlandung in Chicago zu. Die Ermittler vermuteten, dass es bei diesem harten Aufsetzen zu einer unbemerkten Schwächung des Triebwerkspylons gekommen sein könnte, die in dem Flattern resultierte. Um ihre These zu beweisen, ließen die Ermittler ein Modell einer Electra im Maßstab 1:8 nachfertigen und testeten dieses in einem Windkanal der NASA. Bei dem Versuch brach die rechte Tragfläche inklusive der beiden Triebwerke ab, wie von den Ermittlern errechnet.

### Abschlussbericht
Der Abschlussbericht wurde am 24. April 1961 veröffentlicht. Die Ermittler des CAB schlossen darin, dass bei der harten Zwischenlandung in Chicago der Triebwerkspylon von Triebwerk Nr. 4 beschädigt wurde. Die zunächst unentdeckte strukturelle Beschädigung des Triebwerkpylons führte dazu, dass die Schwingungen der Triebwerksgondel auf die Tragflächenstruktur übertragen wurden, denen diese nicht standhielt. So sei es schließlich zum Abriss der Tragfläche mitsamt Triebwerken gekommen.